# Scintillona cryptozoica
Scintillona cryptozoica is een tweekleppigensoort uit de familie van de Galeommatidae. De wetenschappelijke naam van de soort is voor het eerst geldig gepubliceerd in 1917 door Hedley.